# Aanslag in Oslo op 25 juni 2022

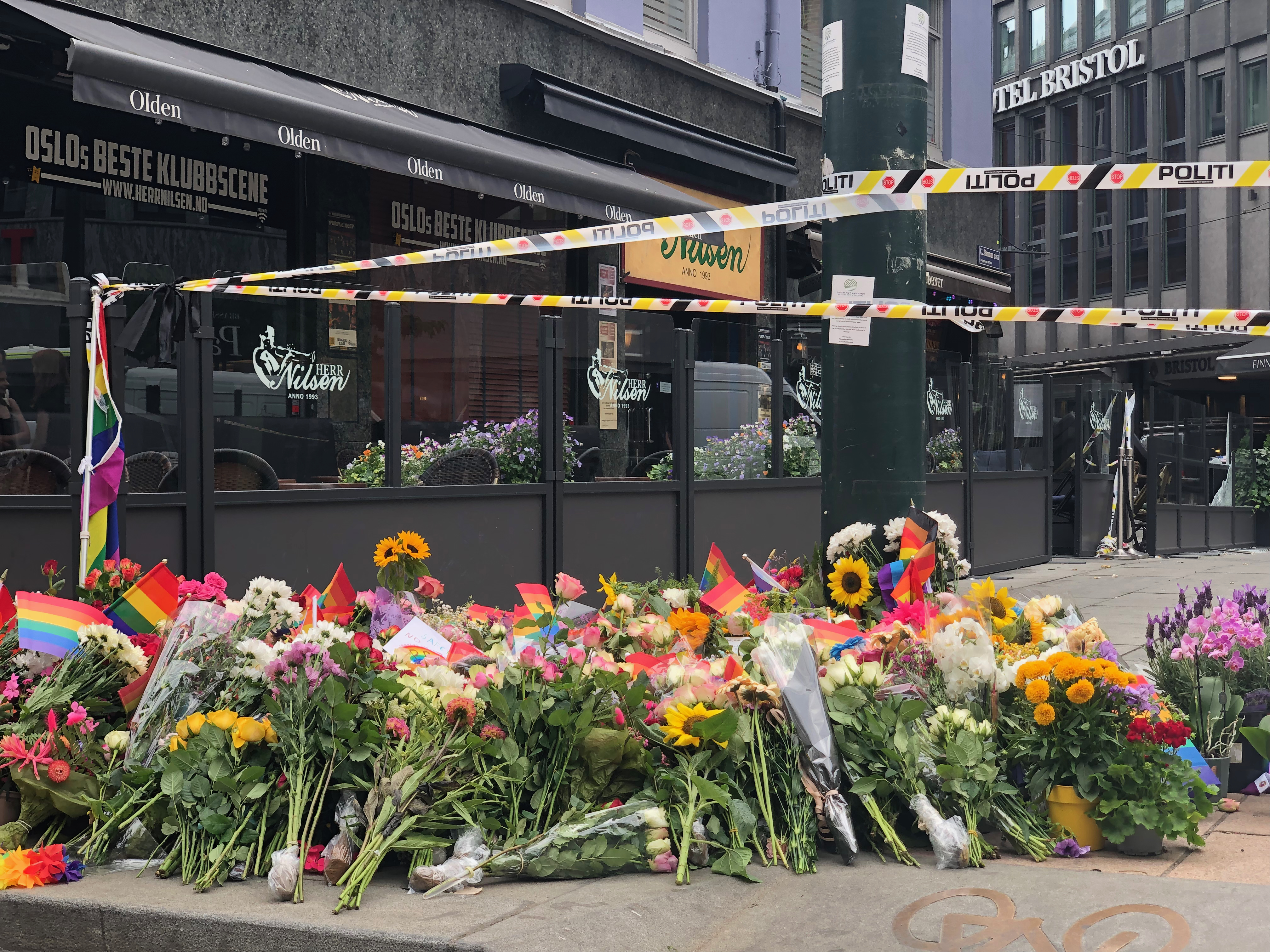
Op de dag van de aanslag legden rouwenden meteen bloemen met regenboogvlaggen bij de bar Herr Nilsen.

Op 25 juni 2022 kwamen er twee mensen om het leven bij meerdere schietpartijen in de Noorse hoofdstad Oslo. De aanslagen richtten zich met name op de lgbt-gemeenschap. Er was sprake van drie verschillende naburige plaatsdelicten: homobar London Pub, de bar Herr Nilsen en een klein fastfoodrestaurant. De schutter had het voorzien op de eerstgenoemde bar en beschoot vervolgens de andere twee horecagelegenheden. Al snel werd vermoed dat het om een terroristische aanslag zou gaan. Tijdens de persconferentie die 's middags volgde, werd duidelijk dat het gerecht en de Noorse inlichtingendienst (PST) de aanslag inderdaad als een islamitische terroristische daad beschouwen. Echter, er wordt nog onderzocht in hoeverre ideologische motieven meespelen. Vooralsnog lijkt het erop dat de schutter alleen handelde.
Ten tijde van de aanslag was de Oslo Pride bijna een week bezig. Op de dag van de aanslag zou oorspronkelijk de Gay Pride Parade plaatsvinden. Hierbij zou gevierd worden dat het in 2022 precies 50 jaar geleden was dat homoseksualiteit in Noorwegen werd gedecriminaliseerd. De geplande optocht werd geannuleerd.

## Achtergrond
Rond 1 uur 's nachts vond de schietpartij plaats. Volgens getuigen kwam er een man aangewandeld met een tas. Hij haalde het wapen tevoorschijn, begon te schieten en loste 15 tot 20 schoten. Hierop renden of doken mensen weg. De politie kreeg om 1:14 uur een noodoproep binnen. Vijf minuten later werd de verdachte gearresteerd en nam de politie een handvuurwapen en een automatisch geweer in beslag. Deze waren niet geregistreerd. De verdachte was kort ervoor overmeesterd door omstanders die hem in bedwang hielden. Na afloop kwam de politie met een dankbetuiging voor de hulp die burgers hadden geboden.
In totaal vielen er 2 doden, 11 lichtgewonden en 10 zwaargewonden. De twee overleden mannen waren in de vijftig en zestig. De gewonden verkeren niet in levensgevaar.
De middag na de aanslag schroefde de politie het niveau van terreurdreiging op naar het hoogste niveau. Desondanks ontstond er een grote spontane betoging.

## Verdachte
De verdachte, die snel gearresteerd kon worden, bleek een bekende van de politie te zijn. Het zou gaan om Zaniar Matapour, een 42-jarige Noor van Iraanse komaf. Hij kwam in de jaren '90 naar Noorwegen en werd sinds 2015 gevolgd. Aangezien de man hoogstwaarschijnlijk deel uitmaakte van een extreem en islamitisch netwerk, werd gevreesd dat hij zou radicaliseren. Na de schietpartij vonden er meerdere huiszoekingen plaats.
Naar aanleiding van een steekpartij in een nachtclub had de verdachte in 1999 al een celstraf van 10 maanden opgelegd gekregen. In 2016 werd hij veroordeeld voor het bezit van 100 gram cocaïne. Datzelfde jaar was hij tevens betrokken bij een schietpartij in een woning in Oslo. Daarnaast kreeg hij in 2020 een boete voor het rondlopen met een zakmes.
Al in 1999 werd geoordeeld dat de verdachte "duidelijke psychische problemen" zou hebben. In 2013 werd hij arbeidsongeschikt verklaard. Hij kreeg daarbij de diagnose paranoïde schizofrenie. Tijdens de persconferentie op 25 juni gaf politieadvocaat Børge Enoksen aan dat de mentale gezondheid van de schutter opnieuw in kaart zou worden gebracht. Hiervoor werden twee deskundigen ingezet.

## Reacties
De Noorse premier Jonas Gahr Støre noemde de schietpartij "een afschuwelijke en diep schokkende aanval op onschuldige mensen". Ook schreef hij op Facebook aan de zijde van de LGBT-gemeenschap te staan: "We weten nog niet wat de redenen zijn voor deze vreselijke daad, maar tegen de homo's die nu bang zijn en rouwen, wil ik zeggen dat wij jullie allemaal steunen." Koning Harald liet in een verklaring weten dat de koninklijke familie geschokt is. "We leven mee met alle nabestaanden en getroffenen en wensen iedereen die nu bang, bezorgd en verdrietig is veel sterkte toe." Ook zei hij dat "vrijheid, diversiteit en respect voor elkaar" verdedigd moeten worden. Kroonprins Haakon Magnus en kroonprinses Mette-Marit legden bloemen neer bij de gedenkplaats in de buurt van de aanslag.